# 祝希娟
祝希娟（1938年1月17日—），原籍江西南昌，出生于江西贛州，中華人民共和國演員。榮獲首屆百花獎影后桂冠。

## 生平
1960年祝希娟畢業於上海戲劇學院，畢業后到上海青年話劇團任演員。 畢業前夕，當時還是普通學生的祝希娟便被大導演謝晉選中，拍攝了轟動一時的影片《紅色娘子軍》。由於對花木蘭式的解放軍女戰士的出色塑造，在1962年舉辦的中華人民共和國第一個電影頒獎典禮--大眾電影百花獎上，獲得了最佳女主角的殊榮。 1983年起任深圳電視臺第一任副台長以及深圳電視藝術中心主任，製作的不少電視連續劇獲得金鷹獎、飛天獎。1998年退休后，前往美國創辦“美國瓊花影視藝術公司”任總裁，致力於中美藝術文化的交流。

## 演出作品

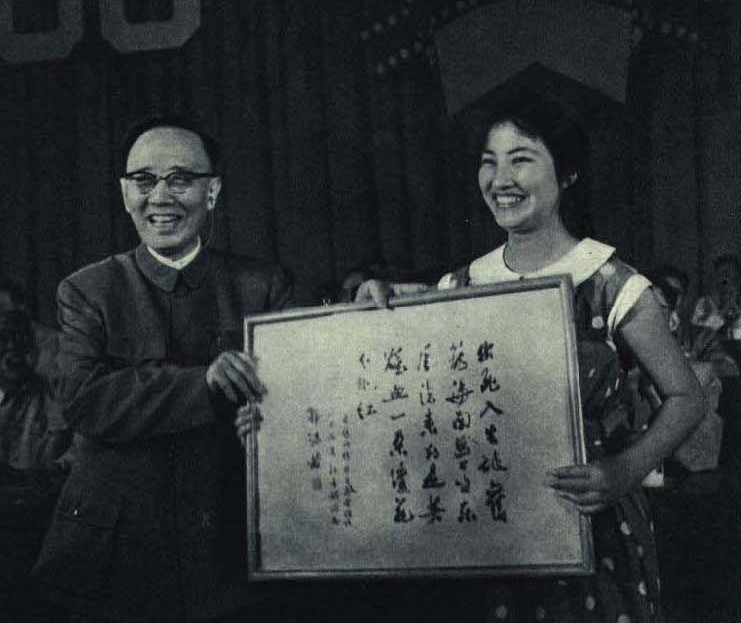
1962年，首届中国电影百花奖上，郭沫若给最佳女演员祝希娟颁奖

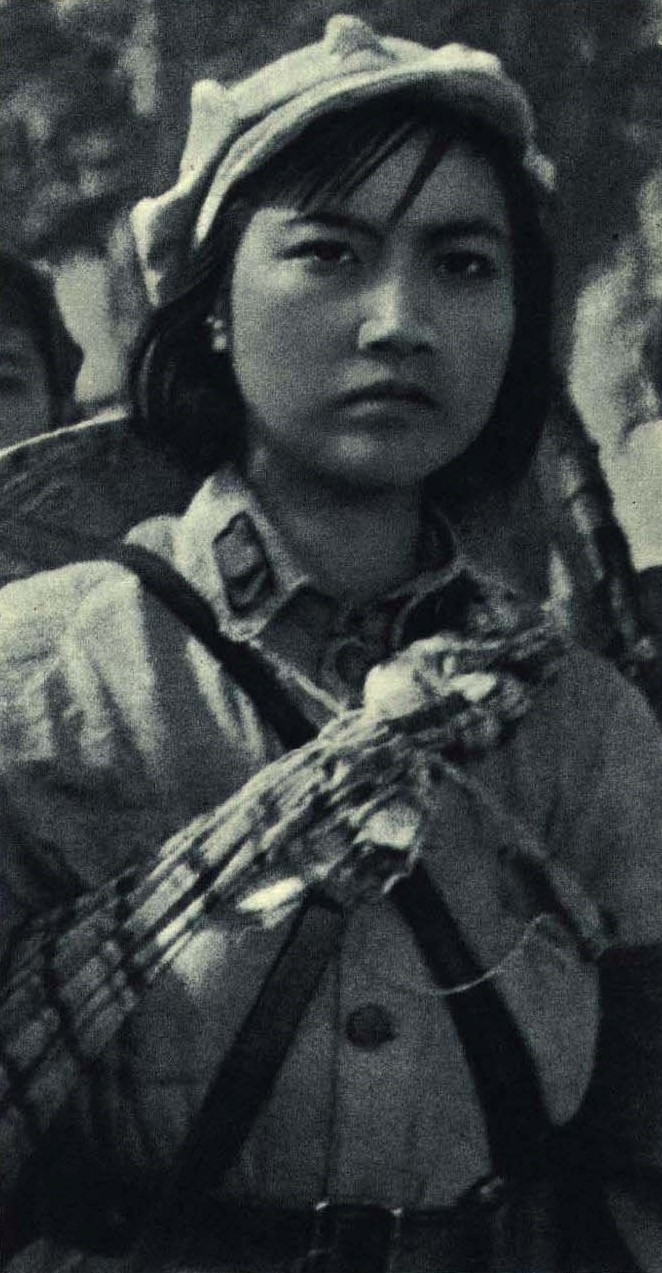
祝希娟剧照，《红色娘子军》

### 電影
- 紅色娘子軍（1961）飾演吳瓊花
- 燎原（1962）飾演秋英
- 青山戀（1964）飾演山雀
- 無影燈下頌銀針（1974）飾演李志華
- 啊！搖籃（1979）飾演李楠
- 模范丈夫（1981）飾演刘莉
- 最後的貴族（1989）飾演丈母
- 七彩马拉松（2007）
- 尋找成龍（2009）飾演奶奶
- 三个未婚妈妈（2012）飾演刘二彪母亲
- 申纪兰（2013）飾演申纪兰（老年）
- 大雪冬至（2017）飾演魏大雪
- 浴血广昌（2018）飾演赖婆婆

### 电视剧
- 命运（2010）飾演 文华
- 男人不坏（2011）飾演 吴母
- 女高男低（2008）飾演 秦红梅母亲
- 根在中原（2008）
- 天经地义（2007）
- 大明王朝1566（2007）飾演 海瑞母
- 老人的故事（2006)
- 暗算（2006）飾演 华主任
- 给爸找个伴儿（2005）
- 一江春水向东流（2005）飾演 张母
- 亲情树（2004）
- 忠诚卫士（2003）
- 再婚家庭（2001）飾演 白如雪母亲
- 魂系哈军工（1998）飾演 李娴教授
- 寇老西儿（1997）飾演 佘太君

## 榮譽
- 1962年 第一屆大眾電影百花獎：最佳女主角（《紅色娘子軍》）
- 1962年 中華人民共和國二十二大電影明星